# Еле’еле
Еле’еле (енгл. Eleele) насељено је место за статистичке потребе у америчкој савезној држави Хаваји. По попису становништва из 2010. у њему је живело 2.390 становника.

## Демографија
Према попису становништва из 2010. у граду је живело 2.390 становника, што је 350 (17,2%) становника више него 2000. године.
| Група             | 2000.         | 2010.         |
| Белци             | 157 (7,7%)    | 249 (10,4%)   |
| Афроамериканци    | 5 (0,2%)      | 6 (0,3%)      |
| Азијати           | 1.260 (61,8%) | 1.391 (58,2%) |
| Хиспаноамериканци | 168 (8,2%)    | 213 (8,9%)    |
| Укупно            | 2.040         | 2.390         |